# Glossème
Un glossème (ou monème) est un terme d’une unité linguistique minimale du langage, c'est-à-dire le plus petit radical isolable d'un mot.

## Étymologie
Du grec γλῶσσα glôssa (« langue ») avec le suffixe -ème, tiré des termes phonème et monème de la linguistique structurale. La signification première est donc « unité linguistique minimale au sens où elle peut servir de support à une signification ».

## Exemples
- Si vous ne connaissez pas le sujet, laissez ce bandeau (vous pouvez alors contacter les auteurs).
- Si vous supprimez le contenu mis en cause (vous pouvez préalablement contacter les auteurs),

argumentez précisément cette suppression dans la page de discussion
(un manque de référence n'est pas un argument ; une recherche réelle de référence doit avoir été effectuée, être formellement documentée).
Le radical indo-européen werk (« travail ») est un glossème. On le retrouve dans :
- ergonomique (fr) → Qui correspond aux lois du travail
- werken (nl) → Travailler
- work (en) → Travailler
- energie (fr) → Qui renferme un travail

En français, le radical « in » (opposition) est un glossème :
- inactif ;
- incapable ;
- impropre.

Dans « marchons », on peut trouver deux glossèmes :
- -march-, radical du verbe marcher ;
- -ons, terminaison de la 1re personne du pluriel.